# Golden Boy (Fernsehserie)
Golden Boy ist eine US-amerikanische Fernsehserie mit Theo James in der Hauptrolle, welche am 23. Januar 2014 ihre Premiere beim Sender CBS feierte.
Die Serie besteht aus 13 Folgen in einer Staffel, da der ausstrahlende Sender aufgrund schwacher Quoten von einer Fortsetzung absah.
Zu einer deutschsprachigen Ausstrahlung kam es bisher nicht.

## Inhalt
Die Serie wird in zwei Ebenen erzählt: zum einen handelt sie vom jungen Polizisten Walter William Clark Jr., welcher in die Mordkommission befördert wird, in der anderen Ebene, seinen kometenhaften Aufstieg zum jüngsten Commissioner der New Yorker Polizei in sieben Jahren.

## Besetzung
- Theo James als Walter William Clark Jr.
- Chi McBride als Don Owen
- Kevin Alejandro als Christian Arroyo
- Bonnie Somerville als Deb McKenzie
- Holt McCallany als Joe Diaco
- Stella Maeve als Agnes Clark
- Ron Yuan als Lt. Peter Kang